# Stazione di Kaltbrunn
La stazione di Kaltbrunn (in tedesco Bahnhof Kaltbrunn) è una stazione ferroviaria a servizio dell'omonimo comune svizzero sulla ferrovia Uznach-Wattwil.

## Storia
La stazione fu attivata il 1º ottobre 1910, in occasione dell'apertura della linea Uznach-Wattwil.

## Strutture e impianti
La stazione dispone di 3 binari dotati di marciapiede per il servizio passeggeri. È dotata di fabbricato viaggiatori e di pensiline.

## Movimento
La stazione è servita da treni a cadenza oraria sulla relazione Rapperswil - Sargans via San Gallo (linea S4 della rete celere di San Gallo).

## Servizi
Nella stazione sono presenti:
- Biglietteria automatica
- Sala d'attesa
- Servizi igienici

Sono inoltre presenti parcheggi di interscambio per automobili e biciclette.